# 托马斯·佩雷斯
托马斯·爱德华·“汤姆”·佩雷斯（Thomas Edward "Tom" Perez，1961年10月7日—）是一名美国律师、政治人物，曾任美国劳工部部长、美国司法部助理检察长。2017年2月当选民主党全国委员会主席，任期于2021年1月21日结束。

## 个人生活
他妻子安·瑪莉·史道登邁爾（Ann Marie Staudenmaier）是Washington Legal Clinic for the Homeless的律师，两人育有三个子女，他们居住在马里兰州的Takoma Park。

## 荣誉
2014年，获得布朗大学颁发的荣誉法学博士。
2014年5月21日，获得卓克索大學授予的荣誉法学博士。
2014年5月，获得欧柏林学院授予的荣誉人文博士。